# Прекрасная любовь
«Прекрасная любовь» — семнадцатый альбом группы DDT, выпущенный 19 апреля 2007 года компанией Navigator Records. По сути является сольной работой Юрия Шевчука, записанной музыкантами DDT. Альбом записан на студии ДДТ в Санкт-Петербурге. Сведение и мастеринг — студия KRUZ в Киеве. Звукорежиссёр — Дмитрий Иваней.
Альбом сильно отличается своим содержанием от предшественников, больше касаясь политических и социальных тем, нежели музыкальной абстракции прошлых альбомов. Многие песни, в том числе «Разговор на войне» и «В гостях у генерала», выполнены в стиле шансона. На обложке альбома, помимо логотипа самой группы, также присутствует имя Шевчука, из-за чего его авторство присвоено как «ДДТ и Юрий Шевчук».
Песня «Осень, мёртвые дожди» — одна из самых старых по времени написания (написана в 1980 году).
Песня «Новая жизнь» в 2007 году стала лидером итогового хит-парада «Чартова дюжина» радиостанции «Наше радио», а также получила премию «Чартова дюжина» в номинациях «Поэзия» и «Песня».

## Об альбоме
После завершения юбилейного тура «Пропавший без вести» группа «ДДТ» приостановила концертную деятельность, выступая лишь по особым случаям, например, «Акустика Барокко» в рамках VI Международного фестиваля «Музыка Большого Эрмитажа» с симфоническим оркестром государственного музея. В 2006 году Юрий Шевчук получил премию «Триумф», от которой сначала хотел отказаться, но потом заявил о намерении потратить 50 тысяч долларов на благотворительность. В интервью «Российской газете» от 26 января 2007 года он сказал, что деньги действительно нужны, «ДДТ» записали альбом акустических песен, но пока его не свели (в диск планировалось включить, в частности, «Цыганочку», посвящённую Владимиру Высоцкому — на мотив «Моей цыганской» и «Я пил вчера у генерала ФСБ»). Кроме того, на концертах исполнялась «Капитан Колесников пишет нам письмо» в память о герое с подводной лодки «Курск». В альбом также вошла песня «Разговор на войне» («Господь нас уважает»). Поскольку на студии «ДДТ» не хватало оборудования для сведения, музыканты поехали в Киев к Сергею Круценко. «Прекрасная любовь» была издана 19 апреля 2007 года, накануне пятидесятилетия Юрия Шевчука. Композиция «Новая жизнь» позже стала саундтреком к фильму «Одиночка» 2010 года.
5 мая 2007 года «ДДТ» выступили с акустическим концертом на камерной площадке в доме-музее Булата Окуджавы в Переделкино. Юрий Шевчук представил публике песни из альбома «Прекрасная любовь», прочитал несколько стихотворений и спел старые хиты. Место проведения было выбрано неслучайно. Шевчук всегда высоко ценил творчество Окуджавы, познакомился с ним в 1995 году и при личной встрече исполнил ему песню «Прекрасная
любовь», ставшую заглавной композицией. В 2007 году холодный вечер мероприятия сопровождался тёплой и доверительной атмосферой. Несколько раз лидер «ДДТ» уходил со сцены, чтобы отогреть замерзшие пальцы, а возвращаясь, шутил: «Вот „фанерщики“ вряд ли смогли бы здесь выступить — губы-то замерзают, и шевелить ими трудно. А мы всё ещё поём!» На основе концерта канал «Культура» снял документальный фильм, посвящённый 50-летию Шевчука.
Компания Navigator Records в пресс-релизе назвала альбом вызовом любителям «авторской песни под электрическую гитару» и целому жанру, именуемому «русский шансон».
В 2007 году также был выпущен сингл «Старый год», издание не предназначалось для продажи.
Линию «Прекрасной любви» продолжил сольный альбом Шевчука L’Echoppe 2008 года — «сплав» французского и русского шансона.

## Список композиций
1. «Прекрасная любовь» — 5:10
2. «Разговор на войне» — 4:00
3. «Осень, мертвые дожди…» — 2:50
4. «Вот, сижу я у окна…» — 4:53
5. «Москва, Садовое кольцо» — 5:16
6. «В гостях у „генерала“» — 4:04
7. «Дым» — 6:16
8. «Капитан Колесников» — 4:06
9. «Расскажи, как ты любила» — 2:40
10. «Антонина» (песня из к/ф «Антонина обернулась») — 3:16
11. «Песня о людях героических профессий» — 4:17
12. «Новая жизнь» — 5:06
13. «Война бывает детская…» — 3:06
14. «Цыганочка» — 5:22
15. «Закопали штыки» (только в подарочных изданиях) — 2:19

## Участники записи
- Юрий Шевчук — слова, музыка, вокал, гитара.
- Константин Шумайлов («Кот») — клавишные, аранжировки, вокал.
- Алексей Федичев — гитары.
- Павел Борисов — бас-гитара, контрабас.
- Михаил Чернов («дядя Миша») — саксофон, флейта.
- Иван Васильев — труба.
- Игорь Доценко — ударные.
- Ольга Черникова, Татьяна Кочергина — вокал.
- Игорь Тихомиров — звукорежиссёр.

В записи альбома также участвовали:
- Терем-Квартет — 2, 5, 6
- Туник Владимир — 12 (ударные)
- Олег Карамазов, Александр Шерешевский — 5 (крики)
- Александр Редько — 15 (баян)
- Зайцев Евгений — 10 (пианино)